# Parthenstein
Parthenstein település Németországban, azon belül Szászország tartományban. Lakosainak száma 3554 fő (2023. december 31.). Parthenstein Naunhof, Grimma, Otterwisch és Belgershain községekkel határos.

## Népesség
A település népességének változása:
| Lakosok száma | 3487 | 3483 | 3483 | 3553 | 3545 | 3554 |
|               | 2014 | 2017 | 2019 | 2021 | 2022 | 2023 |